# Jeanne Dielman, 23, quai du Commerce, 1080 Bruxelles
Jeanne Dielman, 23, quai du Commerce, 1080 Bruxelles är en belgisk-fransk dramafilm från 1975 i regi av Chantal Akerman, med Delphine Seyrig i huvudrollen. Den handlar om en ensamstående mor (änka) i Bryssel och följer hennes dagliga rutiner, som innefattar att hon bland annat ser till att sonen kommer upp om morgnarna och att maten står på bordet när han kommer hem efter dagens skolarbete och att hon prostituerar sig för en kund dagligen; filmen utspelar sig över tre dagar och skildrar hur kvinnan alltmer tappar greppet över rutinerna. Filmen hade premiär 1975 vid Quinzaine des réalisateurs, en fristående parallellsektion till Filmfestivalen i Cannes. Den släpptes på fransk bio 21 januari 1976.
Filmen blev snabbt en klassiker i marxistiska feministkretsar. Hos de andra två stora kvinnliga regissörerna inom fransk film vid tiden, Marguerite Duras och Agnès Varda, var åsikterna delade; enligt Akerman avfärdade Duras filmen direkt efter premiären och kom med invändningar om hur hon själv skulle ha gjort den.
Den brittiska filmtidskriften Sight & Sound röstade 2022 fram filmen som alla tiders bästa film. Omröstning sker vart tionde år och 2012 hade den placerat sig som trettiosjätte bästa.

## Medverkande
- Delphine Seyrig som Jeanne Dielman
- Jan Decorte som Sylvain Dielman
- Henri Storck som den första kunden
- Jacques Doniol-Valcroze som den andra kunden
- Yves Bical som den tredje kunden

## Tematik
Enligt Akerman fanns inga direkt medvetna tematiska idéer bakom filmen, utan hon ville bara skildra en typ av kvinna hon kände igen från sin uppväxt. Hon har senare kopplat filmen till sin judiska identitet, som hon länge undertryckt. Akerman sade i en intervju 2012: "Jag förstod inte förrän många år senare: det var också en film om förlorade judiska ritualer, inte bara om en manisk kvinna. ... Jag förstod det efter att jag fick en mental kris och gick i terapi. Jag ville att min mor skulle fortsätta fira sabbat och tända ljusen på fredagarna."